# Alvinocaris brevitelsonis
Alvinocaris brevitelsonis is een garnalensoort uit de familie van de Alvinocarididae. De wetenschappelijke naam van de soort is voor het eerst geldig gepubliceerd in 2000 door Kikuchi & Hashimoto.